# Rugby 7 en los Juegos Mundiales 2009
El rugby 7 es una de las tantas disciplinas de los Juegos Mundiales de 2009. Fue la tercera ocasión en la que se hizo presente el rugby en los juegos.
Se disputó en el Estadio Nacional de Kaohsiung de Kaohsiung, Taiwán.

## Desarrollo

### Grupo A

#### Posiciones
| Pos. | Equipo    | Encuentros | Encuentros | Encuentros | Encuentros | Tantos  | Tantos    | Tantos     | Puntos |
| Pos. | Equipo    | jugados    | ganados    | empatados  | perdidos   | a favor | en contra | diferencia | Puntos |
| ---- | --------- | ---------- | ---------- | ---------- | ---------- | ------- | --------- | ---------- | ------ |
| 1    | Argentina | 3          | 3          | 0          | 0          | 63      | 12        | + 51       | 9      |
| 2    | Fiyi      | 3          | 2          | 0          | 1          | 52      | 37        | + 15       | 7      |
| 3    | Japón     | 3          | 1          | 0          | 2          | 35      | 39        | - 4        | 5      |
| 4    | Hong Kong | 3          | 0          | 0          | 3          | 15      | 77        | - 62       | 3      |

#### Resultados
| 24 de julio | Fiyi | 26 - 10 | Hong Kong |  |  |

| 24 de julio | Argentina | 15 - 5 | Japón |  |  |

| 24 de julio | Fiyi | 19 - 10 | Japón |  |  |

| 24 de julio | Argentina | 31 - 0 | Hong Kong |  |  |

| 24 de julio | Fiyi | 7 - 17 | Argentina |  |  |

| 24 de julio | Japón | 20 - 5 | Hong Kong |  |  |

### Grupo B

#### Posiciones
| Pos. | Equipo         | Encuentros | Encuentros | Encuentros | Encuentros | Tantos  | Tantos    | Tantos     | Puntos |
| Pos. | Equipo         | jugados    | ganados    | empatados  | perdidos   | a favor | en contra | diferencia | Puntos |
| ---- | -------------- | ---------- | ---------- | ---------- | ---------- | ------- | --------- | ---------- | ------ |
| 1    | Sudáfrica      | 3          | 3          | 0          | 0          | 62      | 12        | + 50       | 9      |
| 2    | Portugal       | 3          | 2          | 0          | 1          | 46      | 19        | + 27       | 7      |
| 3    | China Taipéi   | 3          | 1          | 0          | 2          | 27      | 65        | - 38       | 5      |
| 4    | Estados Unidos | 3          | 0          | 0          | 3          | 31      | 70        | - 39       | 3      |

#### Resultados
| 24 de julio | Sudáfrica | 29 - 0 | China Taipéi |  |  |

| 24 de julio | Estados Unidos | 7 - 22 | Portugal |  |  |

| 24 de julio | Sudáfrica | 7 - 5 | Portugal |  |  |

| 24 de julio | Estados Unidos | 17 - 22 | China Taipéi |  |  |

| 24 de julio | Sudáfrica | 26 - 7 | Estados Unidos |  |  |

| 24 de julio | Portugal | 19 - 5 | China Taipéi |  |  |

#### Copa de oro
|  | Cuartos de final | Cuartos de final | Cuartos de final |           |           | Semifinales | Semifinales | Semifinales |           |                   | Medalla de oro    | Medalla de oro    | Medalla de oro |  |
|  |                  |                  |                  |           |           |             |             |             |           |                   |                   |                   |                |  |
|  |                  |                  |                  |           |           |             |             |             |           |                   |                   |                   |                |  |
|  | Sudáfrica        | Sudáfrica        | 39               |           |           |             |             |             |           |                   |                   |                   |                |  |
|  | Sudáfrica        | Sudáfrica        | 39               |           |           |             |             |             |           |                   |                   |                   |                |  |
|  | Hong Kong        | Hong Kong        | 0                |           |           |             |             |             |           |                   |                   |                   |                |  |
|  | Hong Kong        | Hong Kong        | 0                |           | Sudáfrica | Sudáfrica   | 7           |             |           |                   |                   |                   |                |  |
|  |                  |                  |                  |           | Sudáfrica | Sudáfrica   | 7           |             |           |                   |                   |                   |                |  |
|  |                  |                  | Fiyi             | Fiyi      | 21        |             |             |             |           |                   |                   |                   |                |  |
|  | Fiyi             | Fiyi             | Fiyi             | Fiyi      | 21        | 28          |             |             |           |                   |                   |                   |                |  |
|  | Fiyi             | Fiyi             |                  |           |           |             |             |             |           |                   |                   |                   |                |  |
|  | China Taipéi     | China Taipéi     | 5                |           |           |             |             |             |           |                   |                   |                   |                |  |
|  | China Taipéi     | China Taipéi     | 5                |           |           |             |             |             |           | Fiyi              | Fiyi              | 43                |                |  |
|  |                  |                  |                  |           |           |             |             |             |           | Fiyi              | Fiyi              | 43                |                |  |
|  |                  |                  | Portugal         | Portugal  | 10        |             |             |             |           |                   |                   |                   |                |  |
|  | Portugal         | Portugal         | Portugal         | Portugal  | 10        | 17          |             |             |           |                   |                   |                   |                |  |
|  | Portugal         | Portugal         |                  |           |           |             |             |             |           |                   |                   |                   |                |  |
|  | Japón            | Japón            | 0                |           |           |             |             |             |           |                   |                   |                   |                |  |
|  | Japón            | Japón            | 0                |           | Portugal  | Portugal    | 19          |             |           | Medalla de bronce | Medalla de bronce | Medalla de bronce |                |  |
|  |                  |                  |                  |           | Portugal  | Portugal    | 19          |             |           | Medalla de bronce | Medalla de bronce | Medalla de bronce |                |  |
|  |                  |                  | Argentina        | Argentina | 12        |             |             |             |           |                   |                   |                   |                |  |
|  | Argentina        | Argentina        | Argentina        | Argentina | 12        | 19          |             |             | Sudáfrica | Sudáfrica         | 17                |                   |                |  |
|  | Argentina        | Argentina        |                  |           |           |             |             |             | Sudáfrica | Sudáfrica         | 17                |                   |                |  |
|  | Estados Unidos   | Estados Unidos   | 12               |           |           |             |             |             |           |                   | Argentina         | Argentina         | 0              |  |
|  | Estados Unidos   | Estados Unidos   | 12               |           |           |             |             |             |           |                   | Argentina         | Argentina         | 0              |  |
|  |                  |                  |                  |           |           |             |             |             |           |                   |                   |                   |                |  |

#### Definición 5° al 8° puesto
|  | Semifinal      | Semifinal      | Semifinal      |                |              | 5° puesto    | 5° puesto | 5° puesto |  |
|  |                |                |                |                |              |              |           |           |  |
|  |                |                |                |                |              |              |           |           |  |
|  | Hong Kong      | Hong Kong      | 12             |                |              |              |           |           |  |
|  | Hong Kong      | Hong Kong      | 12             |                |              |              |           |           |  |
|  | China Taipéi   | China Taipéi   | 17             |                |              |              |           |           |  |
|  | China Taipéi   | China Taipéi   | 17             |                | China Taipéi | China Taipéi | 19        |           |  |
|  |                |                |                |                | China Taipéi | China Taipéi | 19        |           |  |
|  |                |                | Estados Unidos | Estados Unidos | 21           |              |           |           |  |
|  | Japón          | Japón          | Estados Unidos | Estados Unidos | 21           | 24           |           |           |  |
|  | Japón          | Japón          |                |                |              | 24           |           |           |  |
|  | Estados Unidos | Estados Unidos | 29             |                |              | 7° puesto    | 7° puesto | 7° puesto |  |
|  | Estados Unidos | Estados Unidos | 29             |                |              | 7° puesto    | 7° puesto | 7° puesto |  |
|  |                |                |                |                |              |              |           |           |  |
|  |                |                |                |                |              | Hong Kong    | Hong Kong | 5         |  |
|  |                |                |                |                |              | Hong Kong    | Hong Kong | 5         |  |
|  |                |                |                |                |              | Japón        | Japón     | 19        |  |
|  |                |                |                |                |              | Japón        | Japón     | 19        |  |
|  |                |                |                |                |              |              |           |           |  |